# Slesvigsk Koldblod
Slesvigsk Koldblod eller Slesviger er en koldblod hesterace fra Slesvig med en del af sin oprindelse i den jyske hest. Arbejdshesten har et energisk temperament og er meget udholdende. I dag er kun få slesvigere tilbage.